# All-Star zápasy české basketbalové ligy
Podle vzoru americké NBA se konají v České republice utkání hvězd - All-Star zápasy. První tři All-Star zápasy VÝCHOD - ZÁPAD zorganizoval a jejich tradici do českého basketbalu zavedl v roce 1995 Pavel Majerík, tehdejší prezident basketbalu Sparty Praha. Místem konání byla hala Sparty v Praze na Letné a jejich moderátorem byl televizní sportovní komentátor Štěpán Škorpil. Hráče základní pětky volili hlasováním fanoušci basketbalu, další hráče určili trenéři klubů l.ligy. Na organizaci této akce se významnou měrou podílejí Česká basketbalová federace, Asociace ligových klubů a jednotlivé kluby, pověřené uspořádáním All-Star zápasu, který významně přispívá k popularizaci basketbalu.
První český All-Star zápas v basketbale VÝCHOD - ZÁPAD se uskutečnil 27. dubna 1995 před návštěvou 1.500 diváků. Bylo hráno po vzoru NBA na čtyři čtvrtiny po 12 minutách (v soutěžích FIBA se tehdy ještě hrálo na dva poločasy po 20 minutách), ale první utkání bylo nedohráno, protože při rozcvičování po smeči Michaela Wilsona praskla basketbalová deska z plexiskla, byla vyměněna, ale ve 25.minutě utkání při smeči Jiřího Trnky praskla i rezervní deska s basketbalovým košem. Utkání skončilo předčasně vítězstvím družstva VÝCHOD 61:54. Při utkání hvězd se konaly doprovodné soutěže hráčů. Prvním vítězem v soutěži ve střelbě trojek byl Josef Jelínek, soutěž ve střelbě trestných hodů vyhrál Michal Ježdík a soutěži ve smečování dominoval Američan Michael Wilson.
V dalších osmi ročnících (2003 až 2010) byl změněn formát tohoto utkání hvězd na Česká republika - Svět, když proti sobě hrál výběr hráčů basketbalové ligy z České republiky proti výběru cizinců hrajících ligu za české kluby. V dalších dvou letech (2011, 2012) byla opět hrána All-Star utkání VÝCHOD - ZÁPAD a k další změně došlo v roce 2013, kdy po dohodě s Polskou basketbalovou federací bylo odehráno v polské Vratislavi All-Star utkání mezi výběry polské ligové soutěže Tauron Basket Liga a české Mattoni NBL. Další takové utkání mezi českým a polským výběrem basketbalových hvězd se 2. března 2014 hrálo v Pardubicích.

## 1995 All-Star zápas VÝCHOD - ZÁPAD 61:54
Hráno 27.4.1995 v hale Sparty Praha před návštěvou 1.500 diváků.
- Před utkáním bylo slavnostně vyhlášeno těchto deset nejlepších basketbalistů České republiky 1995:

1. Josef Jelínek, 2. Jan Svoboda, 3. Michal Ježdík, 4. Václav Hrubý, 5. Leoš Krejčí, 6. Pavel Bečka, 7. Jaroslav Kovář, 8. Petr Treml, 9. Dušan Medvecký, 10. Stanislav Kameník
- Sestavy
  - VÝCHOD: Dušan Medvecký, Jan Svoboda, Petr Czudek, Jaroslav Kovář, Vladan Vahala - další hráči: Igor Kornišin, Josef Musil, Martin Jelínek, Leoš Krejčí, Jiří Trnka, Martin Rusz, Tomáš Kneifl. Trenéři (podle pořadí týmů v l.lize): Miroslav Pospíšil, Zdeněk Hummel
  - ZÁPAD: Pavel Bečka, Michal Ježdík, Václav Hrubý, Tracey Walston, Josef Jelínek - další hráči: František Babka, Petr Treml, Stanislav Kameník, Aleš Kočvara, Alexander Ochotnikov, Petr Janouch, Michael Wilson. Trenéři: Jiří Zídek, František Rón
- Nejlepšími hráči utkání (MVP) byli vyhlášeni Jaroslav Kovář (VÝCHOD) a Michal Ježdík (ZÁPAD).
- V soutěžích FIBA řídili utkání tehdy dva rozhodčí, ale podle vzoru NBA tento All-Star zápasy řídili tři rozhodčí Karel Bruna, Ivo Dolinek, Ivan Zachara.
- Doplňkové soutěže hráčů
  - Soutěž ve střelbě trojek: 1. Josef Jelínek (Brno) 14, 2. Igor Kornišin (N.Jičín) 11, 3.-4. Václav Hrubý (USK), Petr Janouch (Sparta)
  - Soutěž ve střelbě trestných hodů: 1. Michal Ježdík (Sparta), 2. Josef Jelínek (Brno), 3. Igor Kornišin (N.Jičín)
  - Soutěž ve smečování: 1. Michael Wilson, 2. Jaroslav Kovář, 3. Tracey Walston

## 1996 All-Star zápas VÝCHOD - ZÁPAD 118:108
VÝCHOD - ZÁPAD 118:108 (25:24,56:53, 83:77). Hráno 27.4.1996 hale Sparty Praha. 1.200 diváků.
- Před utkáním bylo slavnostně vyhlášeno těchto deset nejlepších basketbalistů České republiky 1996

1. Jan Svoboda, 2. Josef Jelínek, 3. Jaroslav Kovář, 4. Petr Czudek, 5. Petr Treml, 6. Václav Hrubý, 7. Michal Ježdík, 8. Vladan Vahala, 9. Dušan Medvecký, 10. Vladimír Vyoral
- Sestavy
  - VÝCHOD: Jaroslav Kovář 22, Jan Svoboda 19, Vladan Vahala 19, Tomáš Kneifl 13, Dušan Medvecký 12, Josef Jelínek 10, Petr Němec 9, Petr Czudek 6, Igor Kornišin 4, Jiří Trnka 4. Trenéři: Miroslav Pospíšil (Stavex Brno), Milan Veverka (NH Ostrava)
  - ZÁPAD: Petr Treml 19, Tracey Walston 18, Marián Přibyl 13, Pavel Staněk 12, Aleš Kočvara 11, Vladimír Vyoral 10, František Babka 8, Adenkule Aleburu 7, Václav Hrubý 7, Lukáš Krátký 2. Trenéři: František Rón (USK), Michal Ježdík (Sparta)
- Rozhodovali tři rozhodčí: Karel Bruna, Ivan Zachara, Zdeněk Šantrůček.
- Doplňkové soutěže hráčů
  - Soutěž ve střelbě trojek: 1. Petr Treml 15 (USK), 2. Dušan Medvecký 11
  - Soutěž ve smečování: 1. Tracey Walston (Sparta), 2. Jaroslav Kovář, 3. Adenkule Aleburu

## 1997 All-Star zápas VÝCHOD - ZÁPAD 139:129
VÝCHOD - ZÁPAD 139:129 (44:31,89:62, 118:92). Hráno 8.5.1997 hale Sparty Praha. 1.100 diváků.
- Před utkáním bylo slavnostně vyhlášeno těchto deset nejlepších basketbalistů České republiky 1997

1. Petr Czudek, 2. Jiří Okáč, 3. Petr Treml, 4. Jan Svoboda, 5. Václav Hrubý, 6. Jaroslav Kovář, 7. Josef Jelínek, 8. Vladan Vahala, 9. Pavel Staněk, 10. Johny Perkins
- Základní pětky zvoleny fanoušky basketbalu takto:
  - Východ: Petr Czudek, Jiří Okáč, Jan Svoboda, Vladan Vahala, Josef Jelínek (nehrál pro zranění)
  - Západ: Petr Treml, Václav Hrubý, Lukáš Krátký, Luboš Bartoň, Johny Perkins (nehrál - omluven)
- Sestavy
  - VÝCHOD: Vladan Vahala 24, Marek Stuchlý 22, Martin Rusz 22, Jaroslav Kovář 16, Jan Svoboda 15, Pavel Pekárek 14, David Klapetek 10, Vlastimil Havlík 9, Petr Czudek 7, Jiří Okáč (Josef Jelínek nehrál pro zranění). Trenéři: Jan Kozák (Opava), Zdeněk Hummel (N.Jičín)
  - ZÁPAD: Pavel Staněk 22, Petr Janouch 20, Tomáš Kneifl 18, Petr Treml 15, Lukáš Krátký 12, Luboš Bartoň 11, Václav Hrubý 10, Milan Doksanský 9, Roman Bašta 6, Marián Přibyl 6 (Michal Ježdík nehrál pro zranění). Trenéři: František Rón (USK), Jan Skokan (Děčín)
- Rozhodovali tři rozhodčí: Ivan Zachara, Zdeněk Šantruček, Karel Bruna.

## 1998 All-Star zápas VÝCHOD - ZÁPAD 122:108
VÝCHOD - ZÁPAD 122:108. Místo utkání: Strakonice, 9.5.1998, 1200 diváků
Nejvíce bodů: Jelínek a Kovář po 24 - Cyrulik 29, Bartoň 24.
- Základní pětky zvoleny fanoušky basketbalu takto:
  - Východ: Petr Welsch. Josef Jelínek, Jaroslav Kovář, Jiří Okáč, Bojan Lapov - další hráči: Donald Whiteside, Bryan Crabtree, Jan Svoboda, Kamil Nováki, Petr Czudek, pro nemoc nehrál Vladan Vahala. Trenér: Jan Skokan.
  - Západ: Václav Hrubý, Luboš Bartoň, Petr Treml, Roman Bašta, pro zranění nehrál Darius Dimavičius - další hráči: Pavel Zajíc, Petr Janouch, Pavel Miloš (nehrál pro nemoc), Daniel Cyrulik, Věroslav Sucharda, Milan Doksanský. Trenér: Zdeněk Hummel.
- Nejlepším hráčem zápasu (MVP) vyhlášen Daniel Cyrulik
- Doplňkové soutěže hráčů
  - Vítěz soutěže ve střelba trojek: Petr Treml (USK Praha), ve finále 2. Petr Janouch
  - Vítěz soutěže ve smečování: Bryan Crabtree (BK Opava), ve finále druhý Daniel Cyrulik

## 2000 All-Star zápas VÝCHOD - ZÁPAD 118:117
VÝCHOD - ZÁPAD 118:117 (88:93, 67:63, 30:30). Místo konání Nymburk, 500 diváků (vyprodáno).
- Ze zdravotních důvodů nehrál vítěz diváckého hlasování Jiří Welsch, ale stejně jako Levell Sanders a Daniel Cyrulik přijeli divákům poděkovat za jejich hlasy. Trenéři proto museli dodatečně povolat Karla Formánka a Miroslava Modra, Pavla Beneše, Davida Klapetka a Šimáčka, O vítězství týmu VÝCHOD rozhodl Američan Anderson (hráč Opavy), úspěšným trestným hodem 5 sekund před koncem utkání.
  - VÝCHOD: Jiří Trnka 25, Josef Jelínek 19, Petr Nečas 15, Lynnard Stewart Stewart 14, Marek Stuchlý 11, Ladislav Sokolovský 10, Roderick Anderson 8, Pavel Beneš a David Klapetek po 7, Šimáček 2
  - ZÁPAD: Tomáš Grepl 19, Věroslav Sucharda 16, Petr Janouch 13, Daniel Dvořák 12, Petr Treml a Siniša Medenica po 11, Miroslav Modr 10, David Douša 9, Václav Hrubý 7, Darko Vuksanič 5, Karel Formánek 3.
- Fauly: 12:15. Trestné hody: 10/3 - 11/5. Trojky: 4:14. Rozhodčí: Karel Bruna, Ivo Dolinek.
- Doplňkové soutěže hráčů
  - Soutěž ve střelbě trojek: ve finále Tomáš Grepl (Pardubice) porazil Luboše Pohanku
  - Soutěž ve smečování: ve finále Daniel Dvořák (Sparta) předčil Ladislava Sokolovského

## 2001 All-Star zápas VÝCHOD - ZÁPAD 178:143
VÝCHOD - ZÁPAD 178:143 (31-46, 86-78, 127-96), hrálo se 4 krát 15 minut 12.4.2001 v Ústí nad Labem.
- Excelentní střelba, zejména trojky (30/57) družstva VÝCHOD rozhodla zápas.
  - VÝCHOD: Jan Pavlík 28 (trojky 5/11), Marek Stuchlý 25 (trojky 3/6), Antoine Stokes 23 (trojky 5/9), Dejen Vukosavljevič 20 (trojky 6/10), Petr Welsch 18 (trojky 4/7), Jiří Okáč 17, Aleš Kočvara 14, David Klapetek 13, Petr Nečas 12, Goran Adžič 8. Trenéři: František Rón (Opava), Juraj Žuffa (N.Jičín)
  - ZÁPAD: Pavel Kubálek 19 (trojky 3/8), Amir Delalič 19, Darko Vuksanič 16, Pavel Miloš 15 (trojky 3/8), Daniel Dvořák 14, Pavel Frána 13, Daniel Cyrulik 12, Petr Janouch 12, Václav Hrubý 9 (trojky 3/5), Jakub Velenský 7, Petr Treml 7, Tomáš Grepl 0. Trenéři: Milan Šedivý (USK Praha), Michal Ježdík (Sparta Praha)
- Nejlepším hráčem zápasu (MVP) vyhlášen Dejan Vukosavljevič.
- Doplňkové soutěže hráčů
  - Soutěž ve střelbě trojek: Finále: 1. Vlastimil Balija (Brno) 19, 2. Vladimír Vyoral (Sparta)16. Semifinále: 1. Vladimír Vyoral, Sparta 21, 2. Vlastimil Balija, Brno) 20, 3. Dejan Vukosavljevic, Opava 18, 4. Mladen Gambiroza, Nymburk 17.
  - Soutěž ve smečování: Finále: 1. Antonie Stokes 29, 2. Daniel Dvořák 15. Semifinále: 1. Daniel Dvořák (Sparta) 47, 2. Antonie Stokes (Opava) 41, 3. Lukáš Houser (Usti) 40, 4. Pavel Englický (Sparta) 16.

## 2002 All-Star zápas VÝCHOD - ZÁPAD 134:128
VÝCHOD - ZÁPAD 134:128 (32:43, 72:67, 101:96), hráno 28.2.2002 ve Sportovní hale Na Střelnici, Svitavy.
- Sestavy
  - VÝCHOD: Curtis Bobb 21, Jiří Okáč 20, Aleš Kočvara 16, Jaroslav Kovář 14, Ladislav Sokolovský 14, Jan Svoboda 12, Bojan Maleševič 10, Jan Pavlík 9, Jiří Černošek 7, ... Popovič 6, Petr Czudek 5
  - ZÁPAD: Roberto Gittens 23, Nemanja Danilovič 20, Pavel Miloš 19, David Douša 14, Josef Jelínek 13, Petr Treml 9, Aleksandar Damjanovič 7, Jakub Velenský 7, Tomáš Grepl 5, Pavel Frána 4, Marián Přibyl 4, Václav Hrubý 3
- Fauly 6:9, trestné hody 5/9:5/8, trojky 13:17
- Doplňkové soutěže hráčů
  - Soutěž ve střelbě trojek: Finále: 1. Dejan Vukosavljevič (18), 2. Tomáš Grepl (15). Semifinále: Dejan Vukosavljevič (20), Tomáš Grepl (17), Petr Treml (14), Curtis Bobb (13), Pavel Miloš (13).
  - Soutěž ve smečování: vítězem Curtis Bobb (Mlékárna Kunín, Nový Jičín)

## 2003 All-Star zápas Výběr ČR - SVĚT 81:81
Výběr České republiky - Výběr světa 81:81 (20:21, 38:49, 59:60). Hráno 9.4.2003 v Novém Jičíně. 1.100 diváků (vyprodáno).
- Pro rok 2003 se organizátoři rozhodli pozměnit schéma tradičního utkání hvězd. Místo dosavadních výběrů VÝCHOD a ZÁPAD byly týmy vybrány jednak z českých, jednak ze zahraničních hráčů Mattoni NBL. V hlasování fanoušků nejvíce hlasů obdrželi z českých hráčů Pavel Miloš (Sparta) a z cizinců Curtis Bobb (Mlékárna Kunín). Český výběr hrál utkání bez Pavla Miloše (bral antibiotika), dále nehráli zranění hráči Sokolovský (sval), Benda a Klimek (oba kotník).
- Sestavy
  - Výběr ČR: Daniel Dvořák 12, Věroslav Sucharda 12, Jiří Černošek 11, Jaroslav Kovář 11, Tomáš Grepl 10, Jaroslav Prášil 8, Marek Mužík 7, Pavel Frána 5, Jakub Velenský 5, Petr Czudek, Jan Pavlík, Zbyněk Pospíšil
  - SVĚT: Rah-shun Roberts 13, Curtis Bobb 11, Vladimír Kuzněcov 9, Dragan Ristanovič 8, Maurice Whitfield 8, Marijo Bošnjak 7, Ashante Johnson 7, Slobodan Kaličanin 6, Derrick Warrick 4, Dušan Bohunický 3, Pave Kuzmanič 3, Levell Sanders 2
- MVP: Ashante Johnson, BK ECM Nymburk. Nejlepší hráč výběru ČR Daniel Dvořák.
- Rozhodčí: Ivan Zachara, Ivo Dolinek, Karel Bruna.
- Doplňkové soutěže hráčů
  - Soutěž ve střelbě trojek: 1. kolo: Dušan Bohunický 10, Tomáš Grepl 20, Michael Garrett 7, Zdeněk Formánek 9, Marijo Bošnjak 13, Daniel Dvořák 5. Finále Tomáš Grepl 17, Marijo Bošnjak 12.
  - Soutěž ve smečování - finále: Fred Warrick 30 (M.Kunín), Daniel Dvořák 24 (Sparta).

## 2004 All-Star zápas Výběr ČR - SVĚT 89:83
Výběr České republiky - Výběr světa 89:83 (19:23, 44:42, 63:63). Nymburk, 30.3.2004. Diváků: 1.500
- Sestavy
  - Výběr ČR: Jiří Zídek 19, Jiří Trnka 15, Jan Pavlík 12, Petr Czudek 11. Trenéři: Michal Ježdík a Zdeněk Hummel
  - SVĚT: Derrick Warrick 16, Ashante Johnson 13, ... Šoška 12, Craig Callahan 11. Trenéři: Zbyněk Choleva a Libor Jeřábek
- Fauly: 9:9. Trestné hody: 4/4 - 7/12. Trojky: 9:8. Rozhodčí: Ivan Zachara, Ivo Dolinek, Robert Vyklický.
- Nejlepší hráč utkání: Jiří Trnka (Nymburk). Nejlepší hráč výběru světa: [[]]Fred Warrick (A Plus Brno).
- Doplňkové soutěže hráčů
  - Soutěž ve střelbě trojek: 1. Curtis Bobb (M.Kunín) 19 bodů, 2. Pavel Miloš (Sparta) 17, 3. Jan Pavlík (A Plus Brno) 16.
  - Soutěž ve smečování: 1. Ashante Johnson (Nymburk) 49 bodů, 2. Roberto Gittens (Ústí nad Labem) 45, 3. Ladislav Sokolovský (Opava) 40.

## 2005 All-Star zápas Výběr ČR - SVĚT 135:152
Výběr České republiky - Výběr světa 135:152 (32:43, 55:66, 101:115), Děčín, 1200 diváků.
Nezúčastnili se někteří hráči nominovaní do druhých pětek: ČR: Czudek (nahradil ho Pavel Beneš), v posledním ligovém utkání zraněný David Douša (nahradil ho Daniel Dvořák), Svět: Warrick (nahradil ho David Palmer)
- Sestavy
  - Výběr ČR: Ladislav Sokolovský 20, Marek Stuchlý 18, Murice Whitfield 16, Milan ...? Soukup 15, Pavel Bosák 11, Pavel Miloš 10, Daniel Dvořák 10, Petr Nečas 10, Pavel Beneš 9, Zbyněk Pospíšil 8, David Machač 4, Petr Benda 2
  - SVĚT: David Palmer 31, Craig Callahan 26, Tarvis Williams 24, Antonio Bičvič 20, Juraj Gavlák 12, Adam Hess 12, Levell Sanders 11, Ondrej Šoška 8, Ashante Johnson 2, Petar Maleš 2, Brian Howard 2, Goran Adžič 2
- Fauly: 7:2. TH: 3/4:1/2. Trojky: 12:15. Rozhodčí: Ivo Dolinek, Zdeněk Šedivý, Ivan Zachara.
- Nejlepší hráč: David Palmer.
- Doplňkové soutěže hráčů
  - Soutěže ve střelbě trojek - finále : 1. Adam Hess (Nymburk) 15, 2. Pavel Slezák (Brno) 9
  - Soutěž ve smečování: 1. Tarvis Williams (Děčín), 2. Craig Callahan (Prostějov), 3. Daniel Dvořák (Sparta).

## 2006 All-Star zápas Výběr ČR - SVĚT 116:124
Výběr České republiky - Výběr světa 116:124 (32:29, 52:62, 85:92), 30.4.2006, Sportcentrum Prostějov
- Sestavy
  - Výběr ČR: Ladislav Sokolovský 27, Rostislav Pelikán 19, Petr Benda 16, Marek Stuchlý 14, Petr Czudek 11, David Hájek 10 (Trenéři: Michal Pekárek, Zdeněk Hummel)
  - SVĚT: Radoslav Rančík 26, Craig Callahan 17, Cameron Crisp, Fred Alonso Warrick, Goran Savanovič a Ondrej Šoška po 12 (Trenéři: Michal Ježdík a Pavel Budínský).
- Rozhodčí: Ilona Kittlerová, Ivo Dolínek, Ivan Zachara.
- Doplňkové soutěže hráčů
  - Vítěz soutěže ve střelba trojek: William Chavis, Mlékárna Kunín
  - Vítěz soutěže ve smečování: Craig Callahan, BK Prostějov

## 2007 All-Star zápas Výběr ČR - SVĚT 123:121
Výběr České republiky - Výběr světa 123:121 (41:28, 68:65, 92:92), Děčín, 3. dubna 2007, 1030 diváků.
Ze zdravotních důvodů nehrál vítěz diváckého hlasování, brněnský pivot Petr Benda. Český výběr vyhrál trojkou Sokolovského dvě sekundy před koncem.
- Sestavy
  - Výběr ČR: Pavel Slezák 21, Marek Stuchlý a Pavel Prach po 16, Pavel Beneš 12, Lukáš Kraus 11, Stanislav Votroubek 10, Ladislav Sokolovský 9, Pavel Houška 8, Jiří Trnka 7, Jakub Houška 6, Pavel Miloš 5, Petr Bohačík 2 (Trenér Pavel Budínský)
  - SVĚT: Tarvis Williams 17, Darius Washington 16, Radoslav Rančík 15, Lamar Butler a Justin Bryan po 14, Chad Timberlake a Peter Mulligan po 10, Edward Ames 7, Ivan Perinčič 5, Cameron Crisp 4, Levell Sanders, Admir Alič a Denis Mujagič po 3. (trenér: Muli Katzurin).
- Rozhodčí: Zdeněk Šedivý, Tomáš Vyklický, Václav Lukeš.
- Nejlepší hráč: Darius Washington.
- Doplňkové soutěže hráčů
  - Soutěž ve střelbě trojek: 1. Lamar Butler (Prostějov) 15 bodů, 2. Stanislav Votroubek (Nymburk) 8, v semifinále vyřazení: Edward Ames (Pardubice), Adnir Alič (USK Praha), Pavel Prach (A Plus Brno), Pavel Miloš (Děčín).
  - Soutěž ve smečování: 1. Pavel Englický, 2. Radoslav Rančík (oba Nymburk), v semifinále vyřazení: Darius Washington (Nymburk), Chad Timberlake (Mlékárna Kunín), Pavel Houška (Děčín), Lukáš Kraus (Liberec).

## 2008 All-Star zápas Výběr ČR - SVĚT 87:109
Výběr České republiky - Výběr světa 87:109 (24:28, 46:56, 70:81), Chomutov – městská sportovní hala, 2.3.2008. : Přesná Schilbova trefa z poloviny hřiště v poslední sekundě zápasu udělala tečku za utkáním. Soutěž ve smečování vyhrál Tomáš Satoranský, nejmladší hráč (tehdy šestnáctiletý) v historii tohoto exhibičního zápasu.
- Sestavy
  - Výběr ČR: Jan Stehlík 27, Tomáš Satoranský 14, Štěpán Reinberger 9
  - SVĚT: Blake Schilb 22, Tarvis Williams 16, Roderick Platt 15, Jason McCoy 14
- Nejlepší hráč (MVP) zápasu Severočeské doly All-Star Game 2008: Monty Mack
- Doplňkové soutěže hráčů
  - Soutěž ve střelbě trojek: - finále: 1. Pavel Miloš (Děčín) 16 bodů, 2. Monty Mack (Nymburk) 15 bodů
  - Soutěž ve smečování: 1. Tomáš Satoranský (USK Praha) 47 bodů, 2. Jason McCoy (Kolín) 37 bodů, 3. Tarvis Williams (Pardubice) 36 bodů, 4. Jan Stehlík (Ostrava) 21 bodů

## 2009 All-Star zápas Výběr ČR - SVĚT 97:100
Výběr České republiky - Výběr světa 97:100 (46:54), 19.4.2009, Praha, hala na Folimance. Diváci: 1300 (vyprodáno).
- Utkání hvězd české ligové basketbalové soutěže mužů se posedmé hrálo ve formátu Češi proti cizincům. Nejlepší zahraniční hráči zdolali tuzemské reprezentanty už počtvrté. Češi zvítězili ve dvou zápasech a jedno skončilo nerozhodným výsledkem. Cizinci průběh utkání kontrolovali. Češi sice zlikvidovali vedení cizinců až o 15 bodů (65:50), protože Ladislav Sokolovský úspěšnou trojkou vyrovnal na 90:90, závěru ale opět patřil výběru cizinců z české ligy.
  - Výběr ČR: Pavel Houška 18, Michael Vocetka 13, Pavel Pumprla 12, Lukáš Kotas a Zbyněk Pospíšil po 10, Petr Benda, David Šteffel
  - SVĚT: Tarvis Williams 18, Lavell Payne 16, Blake Schilb 13, Kenneth Walker 12, Lawrence Hamm 10, Hurl Beechum (Trenéři: Muli Katzurin a Ken Scalabroni).
- Rozhodčí: Dolinek, Zachara, Hošek.
- Doplňkové soutěže hráčů
  - Soutěž ve střelbě trojek: 1. Pavel Miloš (Děčín) 19 (semifinále) a 17 (finále), 2. Hurl Beechum (Prostějov) 19 a 12, 3. Michal Vocetka (USK) 15 a 12, 4. Jan Tomanec (Poděbrady) 13, 5. Justin Gray (Nymburk) 12, 6. Maurice Hampton (Liberec) 10.
  - Soutěž ve smečování: 1. Tomáš Satoranský (USK) 50 a 50, 2. Corey Muirhead (Nový Jičín) 50 a 49, 3. Pavel Pumprla (Opava) 50 a 40, 4. Jon Rogers (Kolín) 45, 5. Blake Schilb (Nymburk) 43, 6. Lavell Payne (Pardubice) 41.

## 2010 All-Star zápas Výběr ČR - SVĚT 88:79
Výběr České republiky - Výběr světa 88:79 (43:35), 14.3.2010 Pardubice, rekordní návštěva 6.360 diváků
- Češi v osmém All-Star zápase zvítězili teprve po třetí, jeden zápas skončil nerozhodně.
  - Výběr ČR: Aleš Chán 19, Pavel Pumprla 16, Pavel Houška 14, Ladislav Sokolovský 13, Jaroslav Prášil (trenéři: Pavel Budínský, Zbyněk Choleva)
  - SVĚT: Myles McKay 16, Kenneth Walker a Marcus Arnold po 13, Peter Mulligan 10 (trenéři: Muli Katzurin, Kenneth Scalabroni)
- Nejužitečnější hráč: Aleš Chán (Prostějov).
- Doplňkové soutěže hráčů
  - Soutěž ve střelbě trojek: 1. Myles McKay (USK) 22 bodů, 2. Pavel Miloš (Pardubice) 18.
  - Soutěž ve smečování: 1. Corey Muirhead (Nový Jičín) 100, 2. Ladislav Horák (Poděbrady) 97, 3. Tomáš Pomikálek (Děčín) 91.

## 2011 All-Star zápas VÝCHOD - ZÁPAD 92:90
VÝCHOD - ZÁPAD 92:90 (59:48), Pardubice, 2.04.2011, 4.850 diváků.
- Sestavy
  - VÝCHOD: Eugene Lawrence 17, Andrew Spagrud 16, Corey Muirhead 13, Dwight Burke a Vaidotas Pečiukas 10 (trenér: Pavel Budínský)
  - ZÁPAD: Aleš Chán 20, Marcus Arnold 17, Petr Bohačík a Pavel Houška po 12, Pavel Pumprla 11.
- Rozhodčí: Robert Vyklický, Ivo Dolinek, Petr Hruša (trenér: Zbyněk Choleva)
- Doplňkové soutěže hráčů
  - Soutěž ve střelbě trojek: 1. Tomáš Teplý (Svitavy) 25 bodů, 2. Luděk Jurečka (Nový Jičín) 20; v semifinále vypadli: Levell Sanders, Michal Křemen, Benas Veikalas, Jiří Černošek.
  - Soutěž ve smečování: 1. Tomáš Pomikálek (Děčín) 92, 2. Corey Muirhead (Nový Jičín) 87, 3. Andrew Spagrud (Ostrava) 44; v semifinále vypadli: Ladislav Horák, Ladislav Pecka, Jakub Němeček.
  - Soutěž - Skills Challenge (slalom): 1. Derek Wright (Pardubice) 27 sekund, 2. Eugene Lawrence (Prostějov) 34; v semifinále vypadli: Daniel Gajdošík, Afik Nissim, Jakub Šiřina, Michal Šotnar.

## 2012 All-Star zápas VÝCHOD - ZÁPAD 89:92
VÝCHOD - ZÁPAD 89:92 (49:45) 08.01.2012 Pardubice, 3.130 diváků.
- Basketbalový výběr ZÁPAD poprvé v historii českých All-Star zápasů porazil tým VÝCHOD.
  - VÝCHOD: Travis Peterson 21, Keaton Grant 16, Jamar Smith 15, Marcus Arnold 10, Boris Meno 8
  - ZÁPAD: Peter Sedmák 15, Vojtěch Hruban a Pavel Houška po 14, Tomáš Pomikálek 12, Robert Lowery 11, Pavel Pumprla 10
- Nejlepší hráč (MVP) Vojtěch Hruban (USK Praha)
- Doplňkové soutěže hráčů
  - Soutěž ve střelbě trojek: 1. Pavel Miloš (Svitavy) 21, 2. Stanislav Votroubek (USK) 19; v semifinále vypadli: Tomáš Teplý (Svitavy), Lukáš Palyza (Nymburk), Luděk Jurečka (Ostrava), Thaddus McFadden (Ústí).
  - Soutěž ve smečování: 1. Corey Muirhead (Pardubice), 2. Smith (Prostějov); v semifinále vypadli: Jeremiah Wilson, Pavel Pumprla (oba Nymburk), Ladislav Horák (Svitavy), Robert Lowery (Chomutov).
  - Soutěž - Skills Challenge (slalom): 1. Tomáš Vyoral (Nymburk) 47 sekund, 2. Tomáš Macela (Svitavy) 73; v semifinále vypadli: Lukáš Feštr (USK), John Boyer (Děčín), Derek Wright (Ostrava), Keaton Grant (Levice).

## 2013 All-Star zápas Výběr polské ligy - Výběr Mattoni NBL 109:104
Tauron Basket Liga – Mattoni NBL 109:104 (32:26, 58:55, 86:84), Vratislav, 24.2.2013.
- Sestavy
  - Výběr Tauron Basket Liga: Walter Hodge 22, Filip Dylewitz 14, Ben McCauley 13, Przemyslaw Zamojski 12, Yemi Gadri-Nicholson 8, Oliver Stević 7, Meteusz Ponitka a Krzysztof Szubarga po 6, Quinton Hosley, Michal Chilinski a Jakub Dloniak po 5, Aaron Cel 4, Pawel Kikowski 2 (trenér: Miodrag Rajković. asistent: Jerzy Chudeusz)
  - Výběr Mattoni NBL: Michael Deloach 27, Evaldas Žabas 18, Jan Tomanec 13, Pawel Mróz 12, Salih Nuhanović 10, Austin Dufault 7, Vojtěch Hruban, Lukáš Palyza a Corey Muirhead po 5, Jiří Welsch 2, Jan Pavlík a Luboš Stria 0 (trenér: Ronen Ginzburg, asistent: Lubomír Růžička)
- TH: 7/8–13/14, trojky: 14–7, doskoky: 28–28, fauly: 14-10
- Doplňkové soutěže hráčů
  - Soutěž ve střelbě trojek: V čistě polském finále vyhrál Przemyslaw Zamojski (18), druhý skončil Chyliński. Žádný ze 3 Čechů (Lukáš Palyza 17, Pavel Miloš, Luboš Stria) nepostoupil do finále.
  - Soutěž ve smečování: vítěz Michael Deloach (Svitavy), další finalisté Austin Default a Przemyslaw Zamojski

## 2014 All-Star zápas Výběr Mattoni NBL - Výběr polské ligy 109:105
Mattoni NBL - Tauron Basket Liga 109:105 (21:24, 47:51, 75:84), Pardubice, 2.3.2014.
- Sestavy
  - Výběr Mattoni NBL: Jaromír Bohačík 22 (6 trojek), Corey Muirhead 16, Jakub Šiřina 13, Kwamain Mitchell 11, Petr Benda 10, Radoslav Rančík 8, Petr Bohačík 8, Tre Simmons 6, Vojtěch Hruban 6, Rašid Mahalbašič 4, Jiří Welsch 3, Levell Sanders 2 (trenér: Kestutis Kemzura, asistent: Zbyněk Choleva)
  - Výběr Tauron Basket Liga: Vladimir Dragičevič 18, Christian Eyenga 18, Cezary Trybaňski 17, Przemysław Zamojski 8, Devidas Dulkys 8, Damian Kulig 7, J.P. Prince 7, Adam Waczyński 6, Łukasz Koszarek 6, Korie Lucious 5, Jakub Dłoniak 3, Roderick Trice 2 (trenér: Mihailo Uvalin, asistent: Jerzy Chudeusz)
- Fauly: 10:5. Trestné hody: 7/6 - 13/7. Trojky: 11:10.
- Doplňkové soutěže hráčů
  - Soutěž ve střelbě trojek: 1. Tre Simmons (Nymburk) 18 bodů, 2. Adam Waczyňski (Sopoty) 16, 3. Przemyslaw Zamojski (Zielona Góra) 14.
  - Soutěž ve smečování: 1. Christian Eyenga (Zielona Góra) 48, 2. Vojtěch Hruban (Nymburk) 46, 3. Deividas Dulkys (Wloclawek) 44.

## 2015 All-Star zápas Mazáci – Mladé pušky 126:116
Mazáci – Mladé pušky 126:116 (25:34; 62:64; 93:89) - Praha - hala Královka  16.3.2015 Kooperativa NBL All Star Game 2015
- Titul z Kooperativa NBL All-Star Game 2015 si odnesli Mazáci. Ze své finanční prémie se navíc rozhodli věnovat 20% (30 000 Kč) v prospěch charitativní sbírky Každý koš pomáhá.
  - Mazáci: Corey Muirhead (Ostrava) 23, Štefan Ličartovský (Kolín) 18, Pavel Slezák (Svitavy) 17, Petr Benda (Nymburk) 12, Levell Sanders (Pardubice) 10, Jakub Houška (Nymburk) 9, Jiří Welsch (Nymburk) 8, Luboš Stria (Svitavy)  a Cory Abercrombie (Svitavy) 6, Radek Nečas (Pardubice) 4, Ladislav Sokolovský (Opava) 2  - trenér Kestutis Kemzura
  - Mladé pušky: Donald Lee Robinson 23 (Ústí n.L.), Lamb Autrey (J.Hradec) 20, Tomáš Pomikálek (Nymburk) 13, Matěj Svoboda (Nymburk) 11, Mitja Nikolić (Ústí n.L.) 9, Jobi Wall (Pardubice) 8, Jiří Jelínek (Děčín) 7, Ondřej Kohout (Pardubice), Vojtěch Hruban (Nymbuk) a Clayton Scott Vette (Ústí n.L.) po 6, Ondřej Šiška (Děčín) 4, Tomáš Vyoral (Děčín) – trenér Pavel Budínský
- Nejlepší hráč (MVP) Kooperativa NBL All Star Game 2015/16 - Corey Muirhead (NH Ostrava)
- Doplňkové soutěže hráčů
  - Soutěž ve střelbě trojek: Kvalifikace: Kateřina Elhotová 16, Tatiana Likhtarovich 13, Milena Prokešová 13, Michaela Stejskalová 11 - Pavel Slezák 15, Anthony Tucker 14, Matěj Svoboda 13, Jobi Wall 9 - Finále: 1. Pavel Slezák 19, Kateřina Elhotová 16
  - Celebrity Skill Contest: 1.Vyoral – Vyoralová – Vyoral 1:29, 2. Bříza – Záplatová – Ličartovský 1:57, 3. Lounová – Mišurová – Welsch 2:12
  - Streetsportline Slam Dunk Contest (Soutěž ve smečování): Kvalifikace: Ondřej Šiška 33+30, Brison White 37+36, Lamb Autery 31+35, Donald Robinson 33+39, Tomáš Pomikálek 35+35 - Finále:1. Brison White (J.Hradec) 32+40,    2. Donald Robinson 36+nestihl limit

## 2015/16 All-Star zápas Mazáci – Mladé pušky 153:113
Mazáci – Mladé pušky 153:113 (37:29; 71:57; 115:91) - Ústí nad Labem 28.3.2016 - Kooperativa NBL All-Star Game 2015/16
- Titul z Kooperativa NBL All-Star Game 2015 si odnesli Mazáci. Ze své finanční prémie se navíc rozhodli věnovat 20% (30 000 Kč) v prospěch charitativní sbírky Každý koš pomáhá.
  - Mazáci: Nicchaeus Doaks (Svitavy) 34, Jimmie Hunt (Kolín) a Pavel Bosák (Ústí n.L.) 20, Bojan Bakić (Koln) 19, Jakub Blažek (Opava) 15, Kamil Švrdlík (Pardubice) 12, Radek Nečas (Pardubice) a Luboš Stria (Děčín) po 10, Pavel Slezák (Prostějov) 5, Jiří Welsch (Nymburk) 4, Michal Křemen (Brno) a Michal Čarnecký (Ústí n.L.) po 2 – trenér Ronen Ginzburg
  - Mladé pušky: Brett Roseboro (Prostějov) 18, Luka Igrutinović (Ostrava) a Lamb Autrey (Pardubice) po 13, Lukáš Palyza (Prostějov) 12, Chasson Randle (Nymburk) 11, Vojtěch Hruban (Nymburk) a Igor Josipović (USK) po 10, Ladislav Pecka (Ústí n.L.) 8, Tomáš Pomikálek (Děčín) 6, Jakub Šiřina (Opava) 5, Brison  White (J.Hradec) 4, Tomáš Vyoral (Děčín) 3 – trenér Pavel Budínský
- Trojky: 15–7, Doskoky:43–28, Zisky:20–13, Asistence:39–22
- Nejlepší hráč (MVP) Kooperativa NBL All Star Game 2015/16 - Nicchaeus Doaks (Tuři Svitavy)
- Doplňkové soutěže hráčů
  - Soutěž ve střelbě trojek: Finále: 1. Kateřina Elhotová 19, 2. Lukáš Palyza
  - Celebrity Skill Contest (Skills i s vozíčkáři): 1.Lukáš Konečný + Michal Čarnecký (Ústí n.L.), Michaela Vondráčká (Kara Trutnov) a reprezentantem v basketbalu na vozíku Miroslav Šperk, 2. Karolína Elhotová, Jakub Šiřina, Jaroslav Menc a Fabiana Bytiqi
  - Lotus Slam Dunk Contest (Soutěž ve smečování): Finále:1. Brison White (J.Hradec) – 2. Brett Roseboro

## 2016 All-Star zápas Mazáci – Mladé pušky 122:141
Mazáci – Mladé pušky 122:141 (24:34; 62:81; 90:105) - Děčín 29.12.2016 - Kooperativa NBL All-Star Game 2016
- Poprvé v aktuálním formátu slavili vítězství Mladé pušky.
  - Mazáci: Pavel Slezák (Prostějov) 24, Pavel Bosák (Ústí n.L.) 22, Kamil Švrdlík (Pardubice) 14, Jakub Houška (Děčín) 12, Cory Abercrombie (Ústí n.L.) 11, Michal Křemen (Brno), Roman Marko (Prostějov) a Pavel Houška (Děčín) po 10, Jimmie Hunt (Kolín) 5, Eugene Lawrence (   ) 3, Willie Bannister (Svitavy) a Jiří Welsch (Nymburk) 0 – trenér Ronen Ginzburg
  - Mladé pušky: Deshawn Painter (Ostrava) 29, Lukáš Palyza (Děčín) 26, Lamb Autrey (Pardubice) 17, Ladislav Pecka (Ústí n.L.)14, Terell Lee Lipkins (J.Hradec) 13, Tomáš Pomikálek (Děčín) 12, Dominez Burnett (Pardubice) 9, Jaromír Bohačík (USK) 7, Jakub Krakovič 'Děčín) 6, Tomáš Vyoral (Děčín) a Akexander Madsen (USK) po 3, Howard Sant-Roos (Nymburk) 2 – trenér Levell Sanders
- TH: 4/1–4/4, Trojky:17–19, Doskoky:33–36, Zisky:4–11, Ztráty:11–9, Asistence 34-24, Fauly:2–2
- Nejlepší hráč (MVP) Kooperativa NBL All Star Game 2016 - Deshawn Painter (MH Ostrava)
- Doplňkové soutěže hráčů
  - Soutěž ve střelbě trojek: Finále: 1. Kateřina Elhotová 18, 2. Michal Křemen 14
  - Streetsportline Slam Dunk Contest (Soutěž ve smečování): Finále:1. Lamb Autrey (Pardubice) – 2. Tomáš Pomikálek

## 2017 All-Star zápas Mazáci – Mladé pušky 133:122
Mazáci – Mladé pušky 133:122  (37:30; 57:63; 86:104) - Ústí nad Labem 30.12.2017 - Kooperativa NBL All-Star Game 2017
- V utkání dominoval Donald Robinson (Ústí nad Labem), který dosáhl 45 bodů (11 trojek), 8 doskoků, 5 asistencí.
  - Mazáci: Donald Robinson (Ústí nad Labem) 45, Mladen Primorac (Brno) 16.Kamil Švrdlík (Pardubice) 15, Tomáš Pomikálek (Děčín) 13, Robert Landa (Děčín) 12, Pavel Slezák (Svitavy) 8, Vojtěch Hruban (Nymburk) 7, Petr Benda (Nymburk) 5, Eugene Lawrence (Nymburk) 5, Bryan Smithson (Svitavy) 3, Jiří Welsch (Pardubice) 2, Jakub Šiřina (Opava) 0 – trenér Oren Amiel (Nymburk)
  - Mladé pušky: Kendrick Ray (Nymburk) 24, Christopher Fuller (Olomoucko) 19, Jaromír Bohačík (Nymburk) 14, Dominez Burnett (Pardubice) 11, Ladislav Pecka (Ústí n.L.) 10, Alexander Madsen (USK Praha) 9, Lukáš Stegbauer (Jindřichův Hradec) 8, Russell Woods (Ostrava) 7, Petr Šafarčík (Kolín) 7, Ondřej Šiška (Děčín) 5, Lee Skinner (Kolín) 4, Šimon Ježek (Děčín) 4 – trenér Levell Sanders (Pardubice)
- TH: 2/1–3/1, Trojky: 16–17, Doskoky: 43–38, Zisky: 6–8, Ztráty: 11–10, Asistence: 25–12, Fauly: 2–1
- Nejlepší hráč (MVP) Kooperativa NBL All Star Game 2017 - Donald Robinson (Ústí nad Labem)
- Doplňkové soutěže hráčů
  - Soutěž ve střelbě trojek: Finále: 1. Finále: Josef Potoček 14, 2. Alexander Madsen 8
  - Kooperativa Faktor 1on1 (1 na 1) Challenge: Finále: Dominez Burnett – Milič Blagojevič 3:0
  - Streetsportline Slam Dunk Contest (Soutěž ve smečování): Finále: 1. Kendrick Ray (Nymburk) 50+49, 2. Donald Robinson 46+48

## 2018 All-Star zápas Mazáci – Mladé pušky 135:136
Mazáci – Mladé pušky 135:136 (39:31; 67:64; 102:95) - Praha, Královka 30.12.2018 - Kooperativa NBL All-Star Game 2018
Základní sestavy v tomto ročníku vybírali kapitáni: Lukáš Palyza (MAZ) a Jaromír Bohačík (M.PUŠ). Přidána byla také meta poblíž půlící čáry, odkud úspěšná střela na koš měla hodnotu 5 bodů. Historicky prvním úspěšným střelcem se stal Devonte Wallace, který jí pokořil v polovině třetí čtvrtiny. 
Mazáci: Walton 28, Pomikálek 22, Hruban 18, Švrdlík 14, Autrey 10, Marko 9, Palyza 8, Pumprla a Vukosavljevič po 6, Stanojevič a Širina po 5, Houška 4
Mladé pušky: Douglas 26, Dunans 25, Bohačík 17, Canda 16, Šafarčík 12, Carlson 11, Sehnal a Pecka po 8, Roby 6, Wallace 5, Puršl 2
- TH: 4/4 – 6/4
- Trojky: 13 – 14
- Doskoky: 54 – 50
- Zisky: 5 – 8
- Ztráty: 12 – 7
- Asistence: 35 – 34
- Fauly: 5 - 2

Výsledky dovednostních soutěží
Basketking 3-Point Shoot-out
1. Donovan Jackson 20+22 / 2. Lukáš Palyza 17+19 / 3. Devonte Wallace 16 / 4. Lamb Autrey 14 / 5. Lukáš Palek 12 / 6. Milan Stanojevic 10

Kooperativa Faktor 1on1 Challenge
QF1: Bryce Canda vs. Anthony Walton 1:3 / QF2: Sean O´Brien vs. Donovan Jackson 0:3 / QF3: Klint Carlson vs. Davell Roby 4:2 / QF4: Javonte Douglas vs. Devante Wallace 3:1
SF1: Anthony Walton vs. Donovan Jackson 2:4 / SF2: Klint Carlson vs. Javonte Douglas 1:4
Finále: Donovan Jackson vs. Javonte Douglas 0:4

Nilfisk Slam Dunk Contest
1. Thomas Dunans 45+45+48+50 / 2. Brandon Boggs 37+48+49+46 / 3. Anthony Walton 37+40 / 4. Charles Aiken 32+39

## 2020 All-Star zápas Mladé pušky – Mazáci 129:128
Mladé pušky - Mazáci 129:128 (27:33, 66:60, 106:95) - Ústí nad Labem, 19.1.2020 - Kooperativa NBL All-Star Game 2019/20
Základní sestavy v tomto ročníku vybírali kapitáni: Jakub Šiřina (MAZ) a Tomáš Vyoral (M.PUŠ).
MAZÁCI – základní pětka: Jakub Šiřina (BK Opava, rozehrávač), Lukáš Palyza (BK Olomoucko, křídlo), Vojtěch Hruban (ERA Basketball Nymburk, křídlo), Tomáš Pomikálek (BK ARMEX Děčín, křídlo), Pavel Houška (SLUNETA Ústí, pivot)
Střídající: Peda Stamenkovič (Kingspan Hradec Králové, rozehrávač), Lamb Autrey (BK ARMEX Děčín, křídlo), Adam Číž (BC GEOSAN Kolín, rozehrávač), Luděk Jurečka (BK Opava, křídlo), Martin Gniadek (BK Opava, pivot), Ladislav Pecka (SLUNETA Ústí, pivot), Kammeon Holsey (NH Ostrava, pivot)
Trenér: Tomáš Grepl (BK ARMEX Děčín)
Nejlepší střelci: Puršl (25), Hankins (18), Mareš, Farský (po 15), Jaromír Bohačík (14) a Ondřej Sehnal (11)

MLADÉ PUŠKY – základní pětka: Tomáš Vyoral (BK JIP Pardubice, rozehrávač), Jaromír Bohačík (ERA Basketball Nymburk, křídlo), Michal Mareš (USK Praha, křídlo), Martin Peterka (ERA Basketball Nymburk, pivot), Šimon Puršl (DEKSTONE Tuři Svitavy, pivot)
Střídající: Viktor Půlpán (BK JIP Pardubice, rozehrávač), Davell Roby (mmcité1 Basket Brno, křídlo), Ondřej Sehnal (USK Praha, rozehrávač), Eugene Crandall (DEKSTONE Tuři Svitavy, křídlo), Spencer Svejcar (SLUNETA Ústí, křídlo), Zach Hankins (ERA Basketball Nymburk, pivot)
Trenér: Antonín Pištěcký (SLUNETA Ústí)
Nejlepší střelci: Šiřina (20), Holsey (18), Autrey (17), Pomikálek (17), Pecka (15), Houška (14) Stamenkovič (11).

Nejužitečnější hráč: Puršl (Svitavy).
Vítězové individuálních soutěží:
- 1x1: Orzen Pavlovič (Pardubice)
- Smečování: Zach Hankins (Nymburk)
- Trojky: Luděk Jurečka (Opava)

## Výsledky All-Star zápasů
| č.    | Datum       | Místo          | Vítěz              | Poražený           | Skóre    | MVP                                | Soutěž střelba trojek             | Soutěž ve smečování                  |
| ----- | ----------- | -------------- | ------------------ | ------------------ | -------- | ---------------------------------- | --------------------------------- | ------------------------------------ |
| I     | 27.IV 1995  | Praha          | VÝCHOD             | ZÁPAD              | 61:54    | Jaroslav Kovář, Ostrava            | Josef Jelínek, Brno               | Michael Wilson                       |
| II    | 27 IV 1996  | Praha          | VÝCHOD             | ZÁPAD              | 118:108  | nehodnoceno                        | Petr Treml, USK                   | Tracey Walston, Sparta               |
| III   | 8 V 1997    | Praha          | VÝCHOD             | ZÁPAD              | 139:129  | nehodnoceno                        | bude doplněno                     | bude doplněno                        |
| IV    | 9 V 1998    | Strakonice     | VÝCHOD             | ZÁPAD              | 122:108  | Daniel Cyrulik, USK                | Petr Treml, USK                   | Bryan Crabtree, Opava                |
| V     | 31 III 2000 | Nymburk        | VÝCHOD             | ZÁPAD              | 118:117  | nehodnoceno                        | Tomáš Grepl, Pardubice            | Daniel Dvořák, Sparta                |
| VI    | 12 IV 2001  | Ústí nad Labem | VÝCHOD             | ZÁPAD              | 178:143  | Dejan Vukosavljevič, Opava         | Vlastimil Balija                  | Antonie Stokes                       |
| VII   | 28 II 2002  | Svitavy        | VÝCHOD             | ZÁPAD              | 134:128  | nehodnoceno                        | Dejan Vukosavljevič, Opava        | Curtis Bobb, N.Jičín                 |
| VIII  | 9 IV 2003   | Nový Jičín     | Výběr ČR           | SVĚT               | 81:81    | Ashante Johnson, Nymburk           | Tomáš Grepl, Nymburk              | Fred Warrick, M.Kunín                |
| IX    | 30 III 2004 | Nymburk        | Výběr ČR           | SVĚT               | 89:83    | Jiří Trnka, Nymburk                | Curtis Bobb, Mlékárna Kunín       | Ashante Johnson, Nymburk             |
| X     | 22 III 2005 | Děčín          | SVĚT               | Výběr ČR           | 152:135  | David Palmer, Prostějov            | Adam Hess, Nymburk                | Tarvis Williams, Děčín               |
| XI    | 30 IV 2006  | Prostějov      | SVĚT               | Výběr ČR           | 124:116  | nehodnoceno                        | William Chavis, M.Kunín           | Craig Callahan, Prostějov            |
| XII   | 3 IV 2007   | Děčín          | Výběr ČR           | SVĚT               | 123:121  | Darius Washington. Nymburk         | Lamar Butler, Prostějov           | Pavel Englický, Nymburk              |
| XIII  | 2 III 2008  | Chomutov       | SVĚT               | Výběr ČR           | 109:87   | Monty Mack, Nymburk                | Pavel Miloš, Děčín                | Tomáš Satoranský, USK                |
| XIV   | 19 IV 2009  | Praha          | SVĚT               | Výběr ČR           | 100-97   | nehodnoceno                        | Pavel Miloš, Děčín                | Tomáš Satoranský, USK                |
| XV    | 14 III 2010 | Pardubice      | Výběr ČR           | SVĚT               | 88:79    | Aleš Chán, Prostějov               | Myles McKay, USK                  | Corey Muirhead, N.Jičín              |
| XVI   | 2 IV 2011   | Pardubice      | VÝCHOD             | ZÁPAD              | 92:90    | nehodnoceno                        | Tomáš Teplý, Svitavy              | Tomáš Pomikálek, Děčín               |
| XVII  | 8 I 2012    | Pardubice      | ZÁPAD              | VÝCHOD             | 92:89    | Vojtěch Hruban, USK                | Pavel Miloš, Svitavy              | Corey Muirhead, Pardubice            |
| XVIII | 24 I 2013   | Vratislav      | Tauron Basket Liga | Mattoni NBL        | 109:104  | Walter Hodge, Tauron               | Przemyslaw Zamojski               | Michael Deloach, Svitavy             |
| XIX   | 2 III 2014  | Pardubice      | Mattoni NBL        | Tauron Basket Liga | 109:105  |                                    | Tre Simmons, Nymburk              | Christian Eyenga, Zielona Góra       |
| XX    | 16 III 2015 | Praha          | Mazáci             | Mladé pušky        | 126:116  | Corey Muirhead, NH Ostrava         | Kateřina Elhotová, USK Praha      | Brison White, J.Hradec               |
| XXI   | 26 III 2016 | Ústí nad Labem | Mazáci             | Mladé pušky        | 153:1113 | Nicchaeus Doaks, Tuři Svitavy      | Kateřina Elhotová, USK Praha      | Brison White, J.Hradec               |
| XXII  | 29 XII 2016 | Děčín          | Mladé pušky        | Mazáci             | 141:122  | Deshawn Painter, NH Ostrava        | Kateřina Elhotová, USK Praha      | Lamb Autrey, Pardubice               |
| XXIII | 30 XII 2017 | Ústí nad Labem | Mazáci             | Mladé pušky        | 133:122  | Donald Robinson, Ústí nad Labem    | Josef Potoček,                    | Kendrick Ray, Nymburk                |
| XXIV  | 30 XII 2018 | Praha          | Mladé pušky        | Mazáci             | 135:136  | Thomas Dunans, BK Olomoucko        | Donovan Jackson, BK JIP Pardubice | Thomas Dunans, BK Olomoucko          |
| XXV   | 19 I 2020   | Ústí nad Labem | Mladé pušky        | Mazáci             | 129:128  | Šimon Puršl, DEKSTONE Tuři Svitavy | Luděk Jurečka, BK Opava           | Zach Hankins, ERA Basketball Nymburk |